# Jan VI von Sitsch
Johann von Sitsch (ur. 18 sierpnia 1552 w Ściborzu koło Otmuchowa; zm. 25 kwietnia 1608 w Nysie) – biskup wrocławski w latach 1600–1608, starosta generalny Śląska.
Johann Sitsch uczył się w gimnazjum w Nysie, a następnie studiował w Krakowie i Wiedniu. W 1569 został kanonikiem kapituły katedralnej, a w 1585 r. jej prepozytem. Był także kanonikiem głogowskim. 18 lipca 1600 kapituła wybrała go na biskupa. Podczas swojego krótkiego pontyfikatu prowadził intensywną rekatolizację zwłaszcza nyskiego księstwa biskupiego. Zmarł na gruźlicę i został pochowany w kościele św. Jakuba w Nysie.